# Joachim von Ungern-Sternberg
Joachim von Ungern-Sternberg (* 27. Oktober 1942 in Łódź, damals Litzmannstadt) ist ein deutscher Jurist und Richter am Bundesgerichtshof a. D.

## Leben
Von Ungern-Sternberg ist verheiratet und hat zwei erwachsene Kinder. Nach dem Abschluss seiner juristischen Ausbildung im Jahre 1971 setzte er zunächst seine bereits mehrjährige Tätigkeit als wissenschaftlicher Mitarbeiter des Max-Planck-Instituts für ausländisches und internationales Patent-, Urheber- und Wettbewerbsrecht (heute: Max-Planck-Institut für Innovation und Wettbewerb) in München als Leiter des Urheberrechtsreferats der Deutschlandabteilung fort. Im Jahre 1972 trat er in den höheren Justizdienst des Freistaates Bayern ein und wurde nach Tätigkeiten im Bayerischen Staatsministerium der Justiz und bei der Staatsanwaltschaft bei dem Landgericht München I im Jahre 1975 Richter am Landgericht München I. Von dort wurde er 1976 als Oberregierungsrat in das Bayerische Staatsministerium der Justiz versetzt; 1979 wurde er zum Regierungsdirektor ernannt. Im Jahre 1981 wurde er Richter am Oberlandesgericht München.
Joachim von Ungern-Sternberg wurde 1987 zum Richter am Bundesgerichtshof ernannt. Dort wirkte er zunächst im IVa. Zivilsenat, danach in dem damals neu eingerichteten XI. Zivilsenat. Im Jahre 1990 wechselte er in den I. Zivilsenat, dem er bis 2007 angehörte, seit 1998 als dessen stellvertretender Vorsitzender. Zudem war von Ungern-Sternberg zehn Jahre lang, auch als stellvertretender Vorsitzender, Mitglied des Kartellsenats. Weiter wurde er – für den I. Zivilsenat und für den Kartellsenat – sowohl in den Großen Senat für Zivilsachen als auch in den Gemeinsamen Senat der obersten Gerichtshöfe des Bundes entsandt.

## Schwerpunkte seiner richterlichen Tätigkeit
Die Schwerpunkte seiner richterlichen Tätigkeit lagen im Wettbewerbsrecht, im Kartellrecht und vor allem im Urheberrecht. Dementsprechend sind auch die seit 1990 vom Bundesgerichtshof entschiedenen rechtsgrundsätzlichen Fälle aus dem Bereich des Film- und Senderechts weitgehend von Joachim von Ungern-Sternberg als Berichterstatter bearbeitet worden. Darüber hinaus stammt eine ungewöhnlich große Zahl grundlegender Entscheidungen aus allen Zuständigkeitsbereichen des I. Zivilsenats und des Kartellsenats aus seiner Feder. Als Beispiel aus dem Urheberrecht sei nur die Entscheidung "Kopienversanddienst" (BGHZ 141, 13) aus dem Jahre 1999 hervorgehoben. Dieses Urteil hat gegen die Inanspruchnahme der Kopierfreiheit durch einen Versanddienst entschieden, der auf Anforderung Kopien urheberrechtlich geschützter Werke auf herkömmlichem Weg versandt hatte; dabei wurde anerkannt, dass den Urhebern für diese Form der Nutzung ein – mit der Informationsfreiheit in Einklang stehender – Vergütungsanspruch zusteht. Aus dem Bereich des Wettbewerbsrechts sind u. a. die Entscheidungen "Abgasemissionen" (BGHZ 144, 255) und "Elektroarbeiten" (BGHZ 150, 343) aus den Jahren 2000 und 2002 zu nennen. Diese haben die Fallgruppe des Wettbewerbsverstoßes durch Rechtsbruch neu geordnet und in ihrem Anwendungsbereich auf Fälle begrenzt, in denen ein Verstoß gegen eine das Marktverhalten regelnde Norm vorliegt. Durch diese Urteile hat der Bundesgerichtshof anerkannt, dass die richterrechtlich geschaffene Fallgruppe des Wettbewerbsverstoßes durch Rechtsbruch nicht systemwidrig als Grundlage für zivilrechtliche Sanktionen bei Verstößen gegen Normen des besonderen Verwaltungsrechts dienen darf. Im Jahre 2004 hat der Gesetzgeber diese Entwicklung der Rechtsprechung nachvollzogen (§ 4 Nr. 11 UWG). Die Entscheidung "Paperboy" (BGHZ 156, 1), deren Berichterstatter ebenfalls von Ungern-Sternberg war, hat im Recht des Internets wesentliche Fragen der Haftung für das Setzen von Hyperlinks geklärt.
Begleitend zu seiner Tätigkeit im Justizdienst hat Joachim von Ungern-Sternberg verschiedenste wissenschaftliche Beiträge veröffentlicht, u. a. als Mitautor eines führenden Kommentars zum Urheberrechtsgesetz.